# 王宗锷
王宗锷（?—?），五代十国前蜀将领。前蜀高祖王建养子之一。
王宗锷年轻时骁勇善战，跟随王建进入西川，作为假子。后主王衍即位，王宗锷官至定远军使。乾德末年，充任招讨马步使，率领二十一军屯守洋州防御后唐军队，后来不知所终。